# 宇部市上下水道局
宇部市上下水道局（うべしじょうげすいどうきょく）は、山口県宇部市で上水道・下水道事業を行う地方公営企業（水道事業者）である。

## 概要
沖ノ山炭鉱（現・UBE）により敷設された沖ノ山上水道が前身である。宇部市を貫流する厚東川水系を水源としており、1950年（昭和25年）には厚東川本流に厚東川ダムが建設されてここから上水道と工業用水が供給され、1979年（昭和54年）には厚東川水系薬師川に宇部丸山ダムが完成して新たな水源となった。
2014年（平成26年）3月31日までは都市ガス事業も担っており（一般ガス事業者）、「宇部市ガス水道局」の名称であったが、ガス事業の民営化及び山口合同ガスへの移管と下水道事業の統合によって、同年4月1日に現名称に改称された。ガス事業部は、山口県内では唯一の公営ガス事業者であった（中国地方全体では現在松江市ガス局のみ）。

## 沿革
- 1923年4月 - 沖ノ山炭鉱、炭鉱向け飲料水事業として沖ノ山上水道敷設工事に着手
- 1924年7月 - 沖ノ山炭鉱、給水開始
- 1926年11月 - 沖ノ山炭鉱、沖ノ山上水道を宇部市へ譲渡
- 1927年4月 - 市営水道の供給開始
- 1932年12月 - ガス事業開始、石炭乾溜による都市ガス供給開始
- 2000年3月 - 小野上水道事業（簡易水道の上水道化）完工
- 2004年11月 - 宇部市と楠町との合併に伴い、旧楠町の町営水道事業を譲受し水道事業を統合。
- 2005年10月1日 - それまで別々の組織であった上水道部門（宇部市水道局）と都市ガス部門（宇部市ガス局）が統合し、「宇部市ガス水道局」として再発足。組織としては統合されたが、ガス事業部・水道事業部が従前の所在地に別個にあった。
- 2006年12月 - 天然ガス導入。
- 2014年3月31日 - 市事業としての都市ガス事業を終了。翌日より山口合同ガスに事業移管。
- 2014年4月1日 - 下水道事業（宇部市下水道部）を統合し、「宇部市上下水道局」として再発足。